# Zbiór wszędzie gęsty
Zbiór wszędzie gęsty lub zbiór w sobie gęsty – zbiór, którego każdy punkt jest jego punktem skupienia.
W przestrzeni metrycznej jest to równoważne stwierdzeniu, że każdy punkt jest granicą ciągu punktów tej przestrzeni różnych od niego.
Przykłady:
- zbiór liczb rzeczywistych jest wszędzie gęsty
- zbiór liczb wymiernych jest wszędzie gęsty
- zbiór liczb całkowitych nie jest wszędzie gęsty
- zbiór {0, 1, 1/2, 1/3, 1/4, ...} nie jest wszędzie gęsty
- zbiór (0, 1)∪{2} nie jest wszędzie gęsty
- każdy zbiór otwarty w przestrzeni euklidesowej jest wszędzie gęsty.

Jeżeli przez {\displaystyle A^{d}} oznaczyć pochodną zbioru {\displaystyle A,} to zbiór {\displaystyle A} jest w sobie gęsty wtedy i tylko wtedy, gdy:
{\displaystyle A\subset A^{d}.}
W przestrzeni T1 domknięcie zbioru wszędzie gęstego jest również zbiorem wszędzie gęstym.
Zbiór domknięty i jednocześnie wszędzie gęsty nazywamy zbiorem doskonałym.
Przykładem zbioru doskonałego jest domknięcie dowolnego zbioru otwartego przestrzeni euklidesowej. Zbiorem doskonałym jest również zbiór Cantora.